# シンジュガヤ
シンジュガヤ Scleria levis Retz. (1876) はカヤツリグサ科の植物の一つ。果実が丸くて白い事でこの名がある。直立する桿に数枚の葉をつけ、先端に穂を出す。

## 特徴
全体に硬質な多年生の草本。地下茎はよく発達し、太く短い横走茎を出す。根茎には暗赤色の鱗片がある。地上に伸びる茎は地下茎から間を開けて直立し、高さ70-100cmに達する。茎は緑色で断面が明瞭な三角形で鋭い稜があり、下向きに著しくざらつく。直立茎には節が多く、節ごとに葉を出す。葉は基部では鞘のみが発達し、上のものでは葉がよく発達し、長いものは花序より長く伸びる。葉にはほぼ3脈が発達し、縁はざらつく。鞘にはよく発達した翼が出る。
花期は7-10月。花序は茎の先端に出て円錐花序をなす。苞は葉状、小苞は針状。一部は二番目の節からも出て、分花序は長さ10-15cmになる。小穂には雄小穂と雌小穂の区別があり、いずれも鱗片が暗赤褐色を帯びる。小穂は多数の鱗片からなり、個々の鱗片は長さ4mm、狭卵形から卵形で先端は尖る。
雄小穂には雄しべ3本が、雌小穂にはめしべ1つが含まれる。柱頭は3裂する。果実は球形で径2.5mm、熟すると白くて光沢があり、表面に格子紋はないが、細かい毛が格子紋の形に出る。痩果の基盤は三角形で先端が尖る。
和名の由来は果実が丸くて白いのを真珠に似ているとすることによる。

## 分布と生育環境
本州では伊豆半島以西、三宅島と小笠原諸島、四国、九州と南西諸島に分布する。国外では台湾、中国南部、インド、マレーシア、マリアナ諸島、オーストラリア、ミクロネシア、メラネシアに分布する。
日当たりのよい湿った草地に生育する。

## 類似種など
オオシンジュガヤは全体によく似ていてやや大柄。鞘に翼がない事ではっきりと区別できる。コシンジュガヤは遙かに華奢な植物で、根茎も発達しない。

## 人間との関係
特に利害はない。
ただし、分布北限地域では希少種として保護されている例もある。環境省のレッドデータでは指定がないが、三重県、兵庫県、愛媛県、福岡県では絶滅危惧I類に指定されている。また大阪府では絶滅したとされる。